# Дом Мелконова-Езекова
Дом Мелконова-Езекова — здание в Ростове-на-Дону, расположенное на перекрёстке Большой Садовой улицы и Ворошиловского проспекта. Построено в конце XIX века, подвергалось перестройке. В годы Великой Отечественной войны было разрушено.
Адрес: г. Ростов-на-Дону, ул. Б. Садовая, 71/16.

## История

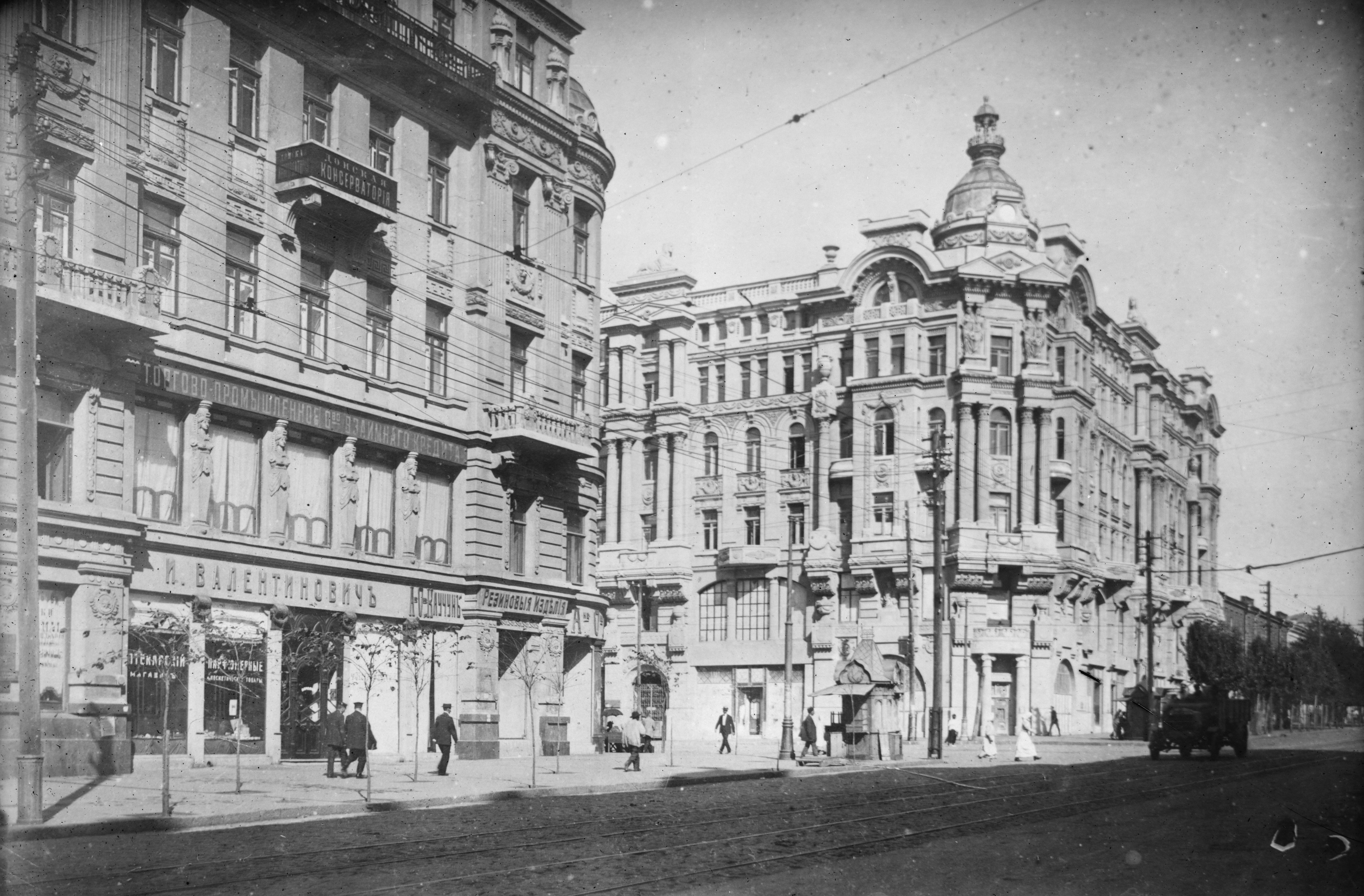
Дом Чернова (слева) и дом Мелконова-Езекова (справа) в 1919 году

В конце XIX века в Ростове-на-Дону на пересечении Большой Садовой улицы и Большого проспекта, позднее именуемого Большим Столыпинским (ныне Ворошиловский проспект), был построен доходный дом. Владельцем дома был Гавриил Мелконов-Езеков, принажлежавший известной в Ростове и Нахичевани купеческой фамилии. Владельца дома в народе называли «шерстяным королем».
Со строительством этого доходного дома была связана городская легенда о споре конезаводчика Карапета Чернова и шерстянщика Гавриила Мелконова-Езекова. Выясняя, кто из них богаче, купцы решили построить два доходных дома на перекрёстке Большой Садовой улицы и Большого проспекта, друг напротив друга. В споре побеждал тот, чей дом был шикарнее. Вначале доходные дома имели по три этажа, но, когда в начале XX века в Ростове начался строительный бум, оба купца приняли решение надстроить дома до пяти этажей. В итоге купол дома Мелконова-Езекова оказался на несколько метров выше. Надстроить купол Чернов не мог, так как запас прочности фундаментов и несущих конструкций был исчерпан и тогда на крыше его дома были установлены колонны. Благодаря этой особенности здание Чернова получило название дома «с колоннами на подпорках».
Оба дома были построены в стиле эклектика и украшались лепниной, множеством колонн, кариатид и портиков. Архитектурный поединок продолжался около 15 лет.
Дом Мелконова-Езекова был перестроен в начале XX века в стиле модерн и считался вторым в Ростове по своему убранству после Городской Думы. В здании находился Ростовский общественный клуб. В 1914 году, находясь в гастролях, в этом здании выступал Константин Бальмонт. В Ростовском клубе он прочитал лекцию «Поэзия как волшебство». В Ростове-на-Дону общественный клуб был местом отдыха городской интеллигенции. Его посетителями были учителя гимназий, присяжные поверенные, служащие торговых учреждений и др.
В годы советской власти в здании доходного дома Мелконова-Езекова на первом этаже работал кинотеатр «Колизей». В зале кинотеатра в начале 1920-х годов выступал поэт Сергей Есенин. В 30-х здание занимали ростовский Азово-Черноморский комитет по радиовещанию и радиофикации Ростоблисполкома и кинотеатр «Ударник». На первом этаже также работали магазины, на верхних этажах были жилые квартиры.
Во время Великой Отечественной войны в дом Мелконова-Езекова попала авиабомба, частично разрушив здание. Возникший при этом пожар привёл к полному разрушению здания. После войны остатки здания были разобраны, оставшийся кирпич был использован на строительство на том же месте жилого дома предприятия «Ростовуголь». Новое здание было построено в манере сталинского ампира. С 1953 года до начала 2000-х в здании был кинотеатр «Буревестник». В настоящее время в этом здании работает аппарат полномочного представителя Президента РФ в Южном федеральном округе.